# كايل نيلسون (لاعب كرة قدم)
كايل نيلسون (بالإنجليزية: Kyle Nelson)‏ هو لاعب كرة قدم أمريكي في مركز الدفاع، ولد في 7 يناير 1997 في أوستن في الولايات المتحدة. لعب مع تشارلستون بيتري.